# Gordon Lewin
Pour les articles homonymes, voir Lewin.
Gordon Lewin (né en 1921 à Manchester, décédé le 28 mai 2008) est un saxophoniste, clarinettiste et compositeur britannique.

## Biographie
Gordon Lewin a étudié au Royal Manchester College of Music à Manchester. Il a joué pendant deux saisons avec l'orchestre municipal de Southport, puis passe cinq ans dans la Royal Air Force.
En 1946, il s'installe à Londres où il travaille en studio pour le cinéma, la radio, la télévision et la musique de variété. Il est membre du Krein Quartet de saxophones, de l'orchestre Melachrino de George Melachrino (en) et de l'orchestre de télévision de la BBC. Il participe à plus de 100 bandes originales de films. Parmi les séries télévisées, citons Dr. Who, Blake's Seven, Hancock's Half Hour, Goon Show et Carry On.
Il vivait dans le Middlesex et, de 1970 à 1991, il a enseigné la clarinette, le saxophone et l'arrangement au département de musique du Middlesex Polytechnic. Il a été président de la Clarinet and Saxophone Society de 1986 à 1989.
Il a publié plus de 70 arrangements et compositions 
spécialisés dans les instruments à vent.
Gordon Lewin a écrit les exercices et arrangements de la méthode Play Clarinet de Basil Tschaikov, publiée chez Chappell and Co en 1969. Il a également un écrit un chapitre sur la musique légère  (en anglais : light music) dans le guide The Cambridge Companion to the Saxophone (1999).
Ces pièces enjouées sont régulièrement jouées lors des auditions d'instruments à vent et enregistrées par des ensembles ad-hoc comme le quatuor interclarinet (Norbert Täubl, Manfred Preis, József Balogh, Johannes Gleichweit, Harald Harrer)...

## Œuvres
- The Poacher, quatuor de saxophones SATB, composé originellement pour les programmes radio du  Krein Quartet. Cette arrangement de l'air populaire du Lincolnshire possède des parties intéressantes pour chaque pupitre. (Partitura.be)  (ISBN 979-057027767-4)
- Views of the Blues, duo de  clarinettes (Schott)
- Two of a Kind, duo de  clarinettes (Schott)
- Nostalgie d’Espana, pièce pour clarinette et flûte (Schott)
- Caribbean Sketches, pièce pour clarinette et flûte (Schott)
- Three Latin-American Impressions, pièce pour clarinette et flûte (Schott)
- South To The Sun, quatuor de clarinettes (Brass Wind[6])
- El Burro Pequeño, duo pour clarinette et flute
- Hawk Gets Bird, pièce pour saxophone solo
- Rather Russian , trio de clarinettes
- Petits fours, quatre pièces pour quatuor/ensemble à vent (partitura.be)  (ISBN 979-057027433-8)
- The Light touch, recueil de pièces progressives pour saxophone alto et piano, livrets 1 et 2, (London : Stainer & Bell, c1997)
- Fiesta Cubana - Rumba, quatuor pour clarinettes
- La Copa - Samba, quatuor pour clarinettes

Titres publiés chez ABRSM Publishing
- Starters for saxophone, thirty-nine unaccompanied arrangements, folksongs and original pieces (ABRSM,1989)  (ISBN 978-1854724212)
- Twenty-Two Unaccompanied Pieces For Saxophone, partition pour saxophone solo (A.B.R.S.M.)
- Starters for clarinet, collection of 44 arrangements, folk songs, and original pieces (ABRSM,1989)  (ISBN 978-1854726049)
- Clarinet Folk-weave , recueil de pièces originales mélangeant des styles traditionnels, folkloriques et jazz. Les morceaux de jazz rendent hommage au virtuose Buddy de Franco, au lyrique Artie Shaw et à l'énergique Benny Goodman. (1993)  (ISBN 978-1854727015)
- Music Medals Platinum Clarinet Ensemble Pieces
- Music Medals Platinum Flute Ensemble Pieces
- Music Medals Copper Saxophone Ensemble Pieces
- Music Medals Gold Saxophone Ensemble Pieces
- Clarinet Exam Pieces, 2004-2007, Grade 4
- Music Medals Copper Flute Ensemble Pieces
- Music Medals Gold Flute Ensemble Pieces
- Music Medals Copper Clarinet Ensemble Pieces
- Music Medals Bronze Saxophone Ensemble Pieces
- Music Medals Silver Saxophone Ensemble Pieces

Arrangement
- Edward Alexander MacDowell (1860-1908), In Passing Moods, pour double quintette à vent, extrait d'une série de dix pièces pour piano de 1906. Mouvements : 1. Prologue (extrait de Marionnettes, op. 38) ; 2. Une vieille histoire d'amour (extrait de Fireside Tales, op. 61) ; 3. À une rose sauvage (extrait de Woodland Sketches, op. 51) ; 4. Alla Tarantella (extrait de 12 Studies, op. 39).

## Enregistrements
- Krein Saxophone Quartet – The Krein Saxophone Quartet, avec Chester Smith (saxophone alto), Norman Barker (saxophone baryton), André Previn (Sleeve Notes), Jack Brymer (saxophone soprano, direction), Gordon Lewin (saxophone ténor), (UK : Canon Records Limited – CNN 4983, 1974)
- Moonlight Concerto, The Melachrino Orchestra, George Melachrino (dir.), (ABC-Paramount, sd)